# Vivek Ramaswamy
Vivek Ganapathy Ramaswamy (Cincinnati, Ohio, 9 augustus 1985) is een Amerikaanse zakenman en politicus. Hij richtte in 2014 Roivant Sciences op, een farmaceutisch bedrijf. In februari 2023 stelde Ramaswamy zich kandidaat bij de Republikeinse Partij voor de Amerikaanse presidentsverkiezingen van 2024. In januari 2024 trok hij zich terug als presidentskandidaat, na het behalen van de vierde plaats in Iowa.
Ramaswamy stelt dat de Verenigde Staten zich midden in een nationale identiteitscrisis bevinden, veroorzaakt door wat hij noemde "nieuwe seculiere religies zoals het COVID-isme, het klimaatisme en de genderideologie". Hij is ook een criticus van de initiatieven op het gebied van milieu, maatschappij en ondernemingsbestuur (ESG). In augustus 2023 schatte Forbes het nettovermogen van Ramaswamy op meer dan $ 950 miljoen; zijn rijkdom komt uit biotech- en financiële bedrijven.

## Vroege leven
Vivek Ganapathy Ramaswamy werd geboren op 9 augustus 1985 in Cincinnati, Ohio, uit Indiase, hindoeïstische immigrantenouders. Zijn familie bestaat uit Tamilsprekende brahmanen uit Kerala. Zijn vader, V. Ganapathy Ramaswamy, afgestudeerd aan het National Institute of Technology Calicut, werkte als ingenieur en octrooigemachtigde voor General Electric, terwijl zijn moeder, Geetha Ramaswamy, afgestudeerd aan het Mysore Medical College & Research Institute, werkte als geriatrische psychiater. Zijn ouders emigreerden vanuit het district Palakkad in Kerala, waar het gezin een voorouderlijk huis had in een traditionele agraharam in de stad Vadakkencherry. 
Ramaswamy groeide op in Ohio. Toen hij opgroeide, bezocht Ramaswamy vaak met zijn gezin de plaatselijke hindoetempel in Dayton. Zijn conservatieve christelijke pianoleraar, die hem privélessen gaf van de basisschool tot de middelbare school, beïnvloedde ook zijn sociale opvattingen. Hij bracht vele zomervakanties door met zijn ouders naar India.

### Opleiding
Ramaswamy ging tot en met de achtste klas naar openbare scholen. Vervolgens ging hij naar de St. Xavier High School in Cincinnati, een katholieke school aangesloten bij de jezuïetenorde, en studeerde af als valedictorian in 2003.
In 2007 studeerde Ramaswamy af aan de Harvard-universiteit met een Bachelor of Arts, summa cum laude, in biologie, en was lid van Phi Beta Kappa. Op Harvard kreeg hij een reputatie als een brutale en zelfverzekerde libertariër. Hij was lid van de Harvard Political Union en werd er voorzitter. Hij vertelde The Harvard Crimson dat hij zichzelf als een tegendraads persoon beschouwde die graag debatteerde. Terwijl hij op de universiteit zat, zong hij Eminem-covers en rapmuziek met een libertair thema onder de artiestennaam en alter ego "Da Vek", en was hij stagiair bij het hedgefonds Amaranth Advisors en de investeringsbank Goldman Sachs. Hij schreef zijn afstudeerscriptie over de ethische vragen die rijzen bij het creëren van mens-dier chimaera's en verdiende een Bowdoin Prize.
In 2011 ontving Ramaswamy een postdoctorale beurs van de Paul & Daisy Soros Fellowships for New Americans, waarmee hij naar Yale Law School ging. Later zei Ramaswamy dat hij tegen de tijd dat hij Yale bezocht, al rijk was door zijn activiteiten in de financiële, farmaceutische en biotechnologische industrie; hij zei in 2023 dat hij een vermogen van ongeveer $ 15 miljoen had voordat hij afstudeerde aan Yale. Bij Yale raakte hij bevriend met de latere Amerikaanse senator J.D. Vance. In 2013 behaalde hij zijn Juris Doctor. In een interview in 2023 zei Ramaswamy dat hij tijdens zijn rechtenstudie lid was van de joodse intellectuele discussievereniging Shabtai.

## Zakelijke carrière

### Vroege carrière
In 2007 was Ramaswamy medeoprichter van Campus Venture Network, dat een particuliere sociale netwerkwebsite uitbracht voor universiteitsstudenten die ernaar streefden een bedrijf te starten. Het bedrijf werd in 2009 verkocht aan de non-profitorganisatie Ewing Marion Kauffman Foundation.
Ramaswamy werkte van 2007 tot 2014 bij het hedgefonds QVT Financial. Hij was partner en medebeheerder van de biotechportefeuille van het bedrijf. De biotechinvesteringen van QVT onder Ramaswamy omvatten belangen in Palatin Technologies, Concert Pharmaceuticals, Pharmasset, en Martin Shkreli's Retrofin.

### Roivant Sciencesen dochterondernemingen

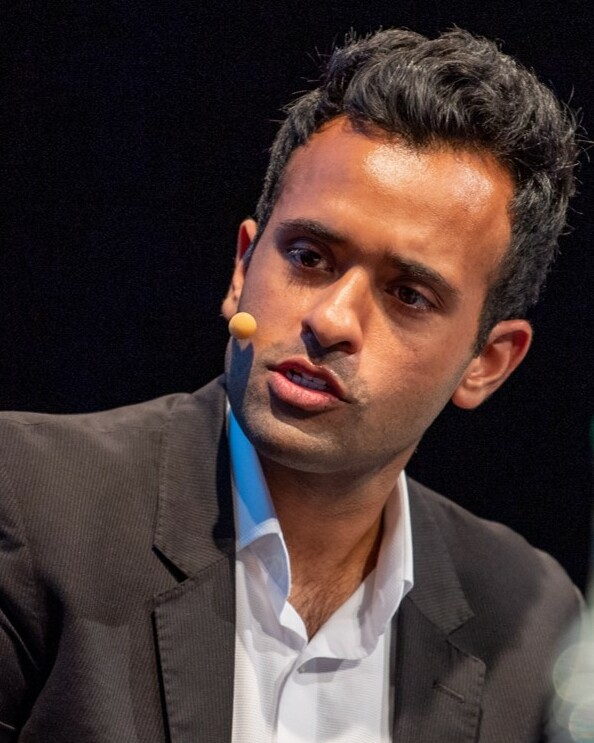
Ramaswamy in 2017

In 2014 richtte Ramaswamy het biotechnologiebedrijf Roivant Sciences op; de "Roi" in de naam van het bedrijf verwijst naar 'Return on investment'. Het bedrijf was gevestigd in Bermuda, een belastingparadijs, en ontving bijna $100 miljoen aan startkapitaal van QVT en andere investeerders. De strategie van Roivant was om patenten van grotere farmaceutische bedrijven te kopen voor medicijnen die nog niet met succes waren ontwikkeld, en deze vervolgens op de markt te brengen. Het bedrijf creëerde talrijke dochterondernemingen, waaronder Dermavant (gericht op dermatologie), Urovant (gericht op urologische ziekten) en het in China gevestigde Sinovant en Cytovant, gericht op de Aziatische markt.
In 2015 haalde Ramaswamy $ 360 miljoen op voor Roivant-dochteronderneming Axovant Sciences in een poging intepirdine op de markt te brengen als medicijn tegen de ziekte van Alzheimer. In december 2014  kocht Axovant het patent voor intepirdine van GlaxoSmithKline (waar het medicijn vier eerdere klinische onderzoeken had gefaald) voor $ 5 miljoen, een klein bedrag in de industrie. Ramaswamy verscheen in 2015 op de cover van Forbes en zei dat zijn bedrijf "het hoogste rendement op investeringen zou zijn dat ooit in de farmaceutische industrie is ondernomen". Voordat nieuwe klinische onderzoeken begonnen, organiseerde hij een beursintroductie (IPO) in Axovant. Axovant werd een "Wall Street-lieveling" en haalde bij zijn beursintroductie $ 315 miljoen op. De marktwaarde van het bedrijf steeg aanvankelijk tot bijna $ 3 miljard, hoewel het destijds slechts acht werknemers had, onder wie Ramaswamy's broer en moeder. Ramaswamy ontving een enorme uitbetaling nadat hij een deel van zijn aandelen in Roivant aan Viking Global Investors had verkocht. Hij claimde in 2015 ruim $ 37 miljoen aan kapitaalwinsten. Ramaswamy zei dat zijn bedrijf de "Bershire Hathaway van de medicijnontwikkeling" zou worden en prees het medicijn aan als een "geweldige" kans die "miljoenen mensen zou kunnen helpen", wat aanleiding gaf tot enige kritiek dat hij te veel beloofde.
In september 2017 maakte het bedrijf bekend dat intepirdine gefaald had in zijn grote klinische proef. De waarde van het bedrijf kelderde; het verloor 75% op één dag en bleef daarna dalen. Onder de aandeelhouders die geld verloren, waren onder meer verschillende institutionele beleggers, zoals het pensioenfonds van het California State Teachers' Retirement System. Ramaswamy was grotendeels afgeschermd van de verliezen van Axovant omdat hij zijn belang via Roivant hield. Het bedrijf stopte met intepirdine. In 2018 zei Ramaswamy dat hij geen spijt had van de manier waarop het bedrijf met het medicijn was omgegaan; In de daaropvolgende jaren zei hij spijt te hebben van de uitkomst, maar zich te ergeren aan de kritiek op het bedrijf. Axovant probeerde zichzelf opnieuw uit te vinden als gentherapiebedrijf, maar werd in 2023 opgeheven.
In 2017 ging Roivant een partnerschap aan met de private-equitytak van het Chinese staatsbedrijf CITIC Group om Sinovant te vormen. In 2017 sloot Ramaswamy een deal met Masayoshi Son, waarin SoftBank $ 1,1 miljard in Roivant investeerde. In 2019 verkocht Roivant zijn belang in vijf dochterondernemingen (of "vants"), waaronder Enzyvant, aan Sumitomo Dainippon Pharma; Ramaswamy verdiende $ 175 miljoen aan kapitaalwinsten uit de verkoop. De deal gaf Sumitomo Dainippon ook een belang van 10% in Roivant.
In januari 2021 trad Ramaswamy terug als CEO van Roivant Sciences en nam hij de rol van uitvoerend voorzitter op zich. In 2021, nadat hij aftrad als CEO, werd Roivant genoteerd aan de Nasdaq via een omgekeerde fusie met Montes Archimedes Acquisition Corp, een special purpose acquisition vehicle (SPAC). In februari 2023 trad Ramaswamy af als voorzitter van Roivant om zich te concentreren op zijn presidentiële campagne.
Ramaswamy blijft de zesde grootste aandeelhouder van Roivant, met een belang van 7,17%. Roivant is nooit winstgevend geweest.

### Roivant Social Ventures
In 2020, toen Ramaswamy CEO was van Roivant Sciences, richtte het bedrijf met zijn steun een non-profitorganisatie voor sociale impact op, Roivant Social Ventures (RSV). Een eerdere versie van RSV, de Roivant Foundation, werd in 2018 opgericht. Hoewel de presidentiële campagne van Ramaswamy zich concentreert op het tegenwerken van initiatieven op het gebied van diversiteit, gelijkheid en inclusie (DEI) en milieu, maatschappij en ondernemingsbestuur (ESG) in bedrijven, heeft RSV zich ingezet voor initiatieven ten gunste van DEI en ESG, waaronder het bevorderen van gelijkheid op het gebied van gezondheid en diversiteit in de biofarma- en biotechindustrie. Tijdens zijn campagne heeft Ramaswamy zijn rol bij het creëren van en toezicht houden op RSV gebagatelliseerd.

### Andere ondernemingen
In 2020 was Ramaswamy medeoprichter van Chapter Medicare, een Medicare-navigatieplatform. Hij was lid van het Ohio COVID-19 Response Team.
Hij was voorzitter van OnCore Biopharma, een functie die hij bekleedde bij Tekmira Pharmaceuticals toen de twee bedrijven in maart 2015 fuseerden. Hij was ook voorzitter van de raad van bestuur van Arbutus Biopharma, een Canadees bedrijf.

### Strive Asset Managementen activisme
Begin 2022 was Ramaswamy medeoprichter van Strive Asset Management, een in Columbus, Ohio gevestigd vermogensbeheerbedrijf. Het bedrijf haalde ongeveer $ 20 miljoen op van externe investeerders, waaronder Peter Thiel, J. D. Vance en Bill Ackman.
Strive heeft zichzelf als ‘anti-woke’ bestempeld en zijn fondsen als ‘anti-ESG’; Ramaswamy heeft beweerd dat de grootste vermogensbeheerders, zoals BlackRock, State Street en Vanguard, zakendoen vermengen met ESG-politiek, ten koste van de beleggers in hun fondsen.
Beheerders van pensioenfondsen houden bij het nemen van portefeuillebeslissingen rekening met ESG bij de beoordeling van langetermijnrisico's, inclusief klimaatrisico's. Ramaswamy heeft een kruistocht gevoerd tegen ESG en benadrukt de doctrine van het primaat van de aandeelhouders, zoals beroemd verwoord door Milton Friedman. In zijn boek Woke, Inc.: Inside Corporate America's Social Justice Scam en elders heeft hij de sociaal bewuste investeringen van particuliere bedrijven afgeschilderd als tegelijkertijd ineffectief en de grootste bedreiging voor de Amerikaanse samenleving. Hij publiceerde een tweede boek, Nation of Victims: Identity Politics, the Death of Merit, and the Path Back to Excellence, in september 2022, een paar maanden voordat hij zijn presidentiële kandidatuur aankondigde.
Het vlaggenschipfonds van Strive, het op de beurs verhandelde fonds DRLL, werd in 2022 gelanceerd als een "anti-woke" indexfonds voor de energiesector. Ramaswamy zei dat Strive energiebedrijven ertoe zou aanzetten om naar meer olie te boren, meer aardgas te fracken en "alles te doen wat hen in staat stelt om op de lange termijn het meest succesvol te zijn, zonder rekening te houden met politieke, sociale, culturele of ecologische agenda's."
In oktober 2022 hield Ramaswamy achter gesloten deuren bijeenkomsten met wetgevers uit South Carolina tijdens een sessie georganiseerd door staatspenningmeester Curtis Loftis. Tijdens de bijeenkomsten pitchte Ramaswamy Strive om de pensioenfondsen van South Carolina te beheren. In juni 2023, nadat The Post and Courier over de bijeenkomsten hadden gerapporteerd, werden de sessies bekritiseerd als een vorm van niet-geregistreerd lobbyen. De campagneleider van Ramaswamy ontkende elke onrechtmatigheid.
Ramaswamy was uitvoerend voorzitter van Strive voordat hij in februari 2023 aftrad om zich te concentreren op zijn presidentiële campagne.

## Politiek

### Vroege politieke betrokkenheid
Ramaswamy zei dat hij in 2004 op de presidentskandidaat van de Libertarische Partij had gestemd, maar niet had gestemd bij de presidentsverkiezingen van 2008, 2012 of 2016. Hij omschreef zichzelf in deze periode als apolitiek. Hij steunde Donald Trump bij de verkiezingen van 2020.
In november 2021 registreerde Ramaswamy zich als "niet-aangesloten" om te stemmen in Franklin County, Ohio, maar omschreef zichzelf als een Republikein.
Ramaswamy heeft politieke bijdragen geleverd aan zowel de Democraten als de Republikeinen. In 2016 schonk hij $ 2.700 aan de campagne van Dena Grayson, een democraat uit Florida die zich kandidaat stelde voor het Congres. Van 2020 tot 2023 schonk hij $ 30.000 aan de Republikeinse Partij van Ohio.
Ramaswamy overwoog om deel te nemen aan de Amerikaanse Senaatsverkiezingen van 2022 in Ohio.

### Campagne presidentiële verkiezingen (2023–2024)

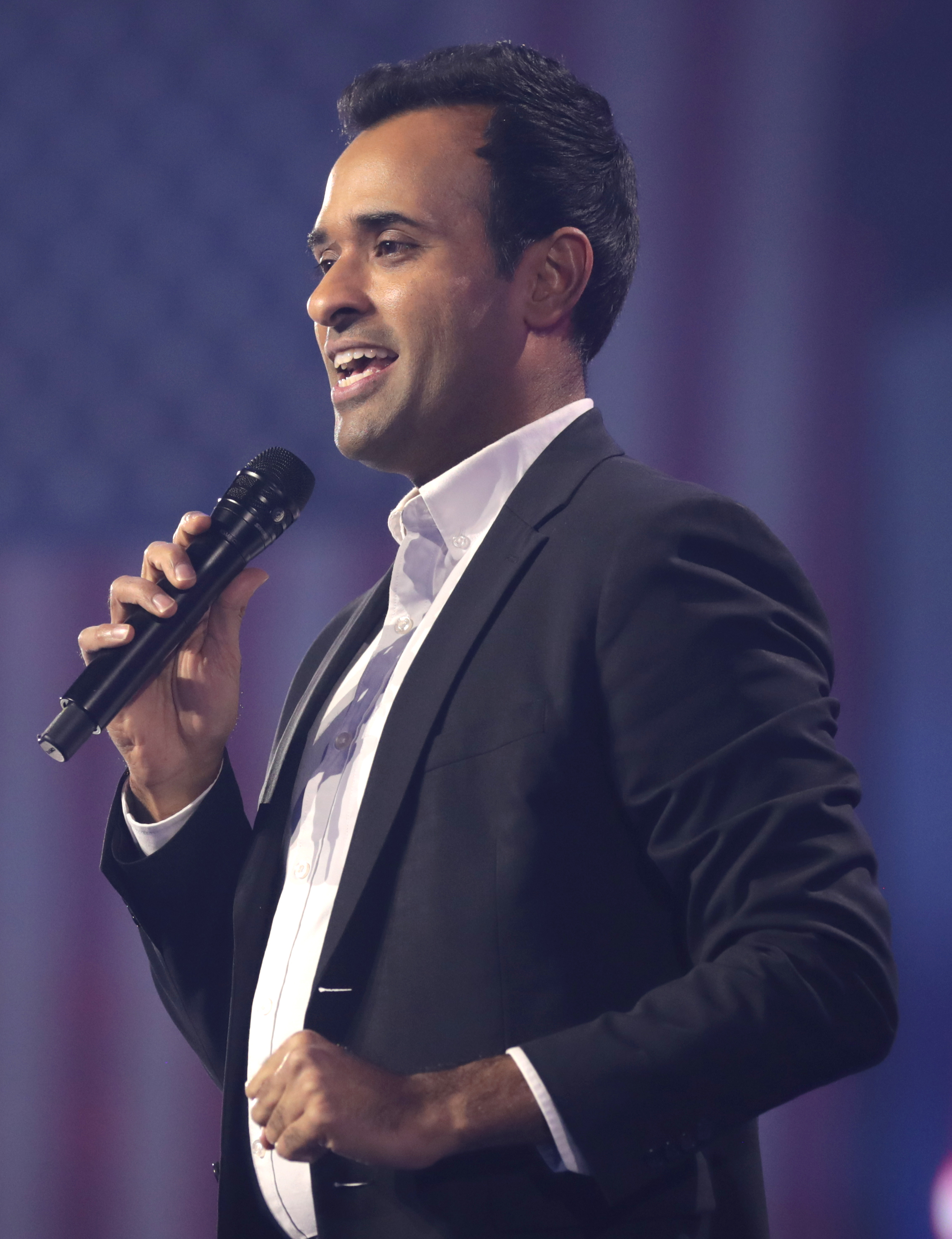
Ramaswamy spreekt op het AmericaFest 2022

Op 21 februari 2023 verklaarde Ramaswamy zich op Tucker Carlson Tonight kandidaat voor de Republikeinse nominatie voor het presidentschap van de Verenigde Staten in 2024. Hij maakte twintig jaar van zijn individuele inkomstenbelastingaangiften openbaar en riep zijn rivalen in de voorverkiezingen op hetzelfde te doen. Zijn vermogen vormde het overgrote deel van de fondsenwerving van zijn campagne. Van februari tot juli 2023 leende Ramaswamy zijn campagne meer dan $ 15 miljoen; zijn campagne eindigde het tweede kwartaal van 2023 met ongeveer $ 9 miljoen in kas. Zijn fondsenwerving bleef ver achter bij die van Trump en Ron DeSantis, maar voor bij die van de meeste andere Republikeinse kandidaten.
Na de eerste Republikeinse voorverkiezing in de staat Iowa, waar Ramaswamy 7,7 procent van de stemmen haalde, kondigde hij op 15 januari 2024 aan zich terug te trekken als presidentskandidaat voor de Republikeinse Partij. Hij schaarde zich achter voormalig president Donald Trump en steunt zijn campagne.

### Politieke standpunten
Hoewel ze tegen elkaar strijden voor de Republikeinse nominatie van 2024, steunt Ramaswamy Trump. Ramaswamy veroordeelde de aanval op het Capitool van 6 januari, maar voerde aan dat het verbod op sociale media op Trump in strijd is met het Eerste Amendement. Nadat Trump in 2023 strafrechtelijk werd aangeklaagd, schaarde Ramaswamy zich onmiddellijk achter hem. Hij belooft Trump gratie te verlenen als hij tot president wordt gekozen. Hij beloofde ook Julian Assange, Ross Ulbricht en Edward Snowden gratie te verlenen. Hij suggereerde dat hij Robert F. Kennedy Jr. zou overwegen als mogelijke running mate.
Ramaswamy verzet zich tegen positieve discriminatie en heeft beloofd Executive Order 11246 in te trekken. Hij heeft betoogd dat het kapitalisme in Amerikaanse stijl een tegengif biedt voor het Indiase kastensysteem. Hij beweert dat de kritische rassentheorie leerlingen op openbare scholen heeft geïndoctrineerd.
Ramaswamy is tegen abortus en noemt het "moord". Hij is voorstander van een abortusverbod vanaf zes weken op staatsniveau, met uitzonderingen voor verkrachting, incest en gevaar voor het leven van de vrouw, maar is tegen een federaal verbod. Hij noemde de LGBTQ-beweging een "sekte". Hij zei via een woordvoerder dat hij gelooft dat het homohuwelijk een "vast precedent" is, maar hij steunt brede beperkingen van de rechten van transgender Amerikanen en heeft anti-transretoriek gebruikt.
Ramaswamy heeft beloofd om, als hij verkozen wordt, te zullen regeren door middel van uitvoerende macht in een mate die ongekend is voor moderne Amerikaanse presidenten. Hij beloofde, als hij verkozen wordt, 75% van de federale werknemers te ontslaan en de bescherming van het ambtenarenapparaat te ontmantelen, waardoor federale werkgelegenheid at-will wordt. Hij steunt de afschaffing van het ministerie van Onderwijs, de FBI en de Internal Revenue Service. Hij noemt de Food and Drug Administration “corrupt” en heeft beloofd de FDA te "ontmaskeren en uiteindelijk af te breken" als hij verkozen wordt. Hij beweert dat de president de eenzijdige macht heeft om agentschappen af te schaffen op grond van een executive order, hoewel uitvoerende agentschappen en afdelingen bij wet zijn opgericht, en het Congres volgens de grondwet de macht over de portemonnee heeft. Hij heeft opgeroepen tot een ambtstermijn van acht jaar voor alle overheidswerknemers en beloofde Executive Order 10988 in te trekken, een bevel uitgevaardigd door president John F. Kennedy dat federale werknemers het recht geeft om collectief te onderhandelen. Hij stelt voor om de federale wet in te trekken die presidenten verplicht om al het geld uit te geven dat het Congres beschikbaar stelt.
Ramaswamy is voorstander van het verhogen van de standaard kiesgerechtigde leeftijd naar 25 jaar, wat de intrekking van het 26e amendement op de grondwet zou betekenen. Dit voorstel zou een deel van het Amerikaanse electoraat het kiesrecht ontnemen; bijna 9% van de kiezers bij de algemene verkiezingen van 2020 was jonger dan 25 jaar. Ramaswamy heeft ook gezegd dat hij het geboorterechtburgerschap wil beëindigen. Hij heeft gezegd dat hij burgers tussen de 18 en 24 jaar alleen zou laten stemmen als ze in het leger zijn opgenomen, als eerstehulpverleners werken of slagen voor de inburgeringstest die vereist is voor naturalisatie. Hij is er voorstander van om van de verkiezingsdag een federale feestdag te maken, terwijl hij Juneteenth (die hij "nutteloos" en "overbodig" noemt) als federale feestdag te schrappen.
Ramaswamy heeft beloofd "ons leger te gebruiken om de Mexicaanse drugskartels te vernietigen". Hij is voorstander van federale legalisatie van marihuana. Hij heeft geen publiek standpunt ingenomen over de belastingverlagingen van Trump in 2017. Hij heeft zijn steun uitgesproken voor een successiebelasting en heeft opgeroepen tot het beëindigen van het dubbele mandaat van de Federal Reserve.
Tijdens zijn campagne heeft Ramaswamy zich verdiept in politieke complottheorieën, zoals de vraag of er federale agenten aan boord waren van de vliegtuigen die de Twin Towers raakten tijdens de aanslagen van 11 september.
Ramaswamy is voorstander van "grote concessies aan Rusland" in de Russisch-Oekraïense oorlog. Hij is voorstander van het beëindigen van de Amerikaanse militaire hulp aan Oekraïne, het uitsluiten van Oekraïne van de NAVO, en het toestaan dat Rusland regio's van Oekraïne bezet in ruil voor een overeenkomst dat Rusland zijn alliantie met China beëindigt. Hij noemde de Oekraïense president Volodymyr Zelensky een ‘pestkop’. Hij heeft zijn steun uitgesproken voor de Taiwanese onafhankelijkheid en heeft het idee naar voren gebracht om “een wapen in elk Taiwanees huishouden te plaatsen” om een invasie door China af te schrikken, maar zei dat de VS Taiwan niet militair moeten verdedigen tegen een Chinese aanval nadat de VS "halfgeleideronafhankelijkheid" heeft bereikt, die hij beloofde tegen 2028 te bereiken.
Na de aanval van Hamas op Israël op 7 oktober 2023, zei Ramaswamy dat Israël "het recht heeft om zichzelf te verdedigen" en om zijn eigen beslissingen te nemen voor zijn verdediging, terwijl de VS Israël een "diplomatieke Iron Dome" zou moeten bieden, maar zei ook dat de Amerikaanse hulp aan Israël afhankelijk zou moeten zijn van Israëls plannen om Hamas te verslaan en van zijn acties in Gaza.
Hoewel Ramaswamy heeft gezegd dat hij geen klimaatontkenner is, zei hij in een Republikeins voorverkiezingsdebat dat "de agenda voor klimaatverandering een hoax is" en beweerde hij ten onrechte dat “meer mensen sterven door klimaatbeleid dan daadwerkelijke klimaatverandering". Op andere momenten heeft Ramaswamy gezegd dat hij aanvaardt dat het verbranden van fossiele brandstoffen klimaatverandering veroorzaakt, maar noemde hij de mondiale klimaatverandering “niet helemaal slecht”; hij zei dat "mensen er trots op zouden moeten zijn dat ze een koolstofrijke levensstijl hebben";  en zei dat de VS "steenkool moesten boren, fracken en verbranden". Hij bekritiseert wat hij de "klimaatcultus" noemt en zei dat hij als president "het antikoolstofraamwerk zoals dat bestaat" zou verlaten en "elk mandaat om kooldioxide te meten" zou stopzetten. In 2022 drong hij er bij Chevron op aan om de olieproductie te verhogen en bekritiseerde hij hun steun voor een koolstofbelasting. Het bedrijf van Ramaswamy heeft een belang van 0,02% in Chevron. Ramaswamy is tegen subsidies voor elektrische voertuigen.

## Privéleven
Ramaswamy's vrouw, Apoorva Ramaswamy (née Tewari), is laryngoloog en assistent-professor bij de afdeling Otolaryngologie aan de Ohio State University. Hij ontmoette haar tijdens haar studie rechten aan Yale, waar zij geneeskunde studeerde. Ze trouwden in 2015 en hebben twee zonen. Ramaswamy heeft een jongere broer, Shankar, die voor hem werkte bij Axovant en later medeoprichter was van Kriya Therapeutics, een biofarmaceutisch bedrijf.
Ramaswamy is een monotheïstische hindoe. Volgens familieleden spreekt hij vloeiend Tamil en begrijpt hij (maar spreekt niet) Malayalam. Hij is vegetariër. In 2020 noemde Ramaswamy zichzelf een dierenrechtenactivist en schreef dat het "verkeerd is om bewuste dieren te doden voor culinair genot."
In 2023 zei Ramaswamy's campagneadviseur dat zijn vermogen meer dan $ 1 miljard bedroeg; Forbes schatte het op ruim $ 950 miljoen. Hij woonde sinds 2016 in Manhattan. Vanaf 2021 had hij een huis in Butler County, Ohio, maar in 2023 was het enige onroerend goed dat hij naar eigen zeggen bezat een huis in Columbus, Ohio, in Franklin County. Een Politico-profiel van Ramaswamy uit 2023 vermeldt dat hij in de buitenwijk Upper Arlington van Columbus woonde.

## Gepubliceerde werken
- Woke, Inc.: Inside Corporate America's Social Justice Scam. Center Street (2021). ISBN 978-1546090786.
- Nation of Victims: Identity Politics, the Death of Merit, and the Path Back to Excellence. Center Street (2022). ISBN 978-1546002963.
- Capitalist Punishment: How Wall Street Is Using Your Money to Create a Country You Didn't Vote For. Broadside Books (2023). ISBN 978-0063337756.